# Arciabbazia di San Vincenzo
L'arciabbazia di San Vincenzo a Latrobe, in Pennsylvania, è un'abbazia benedettina della Congregazione americana cassinese. È il più antico monastero benedettino degli Stati Uniti e il più grande dell'emisfero occidentale. I monaci benedettini di San Vincenzo operano e insegnano presso la parrocchia della basilica di San Vincenzo, nel Saint Vincent College e nel seminario di Saint Vincent. I monaci forniscono anche assistenza pastorale per i cattolici nelle diocesi di Baltimora, Greensburg, Pittsburgh, Harrisburg, Altoona-Johnstown e Richmond. I monaci gestiscono anche una scuola militare a Savannah, in Georgia. L'arciabbazia controlla anche il priorato "Wimmer" a Taiwan e il priorato di San Benedetto in Brasile.
Le strutture originali dell'abbazia furono progettate dall'architetto tedesco-americano J. William Schickel e vennero costruite tra il 1891 e il 1905.
L'attuale arciabate è Douglas Robert Nowicki, eletto dalla comunità monastica nel 1991 e rieletto nel 2010.
I monaci gestiscono il St. Vincent Archabbey Gristmill quotato nel National Register of Historic Places dal 1978.
Monaci provenienti da questa abbazia fondarono l'abbazia di Newark, l'abbazia di San Giovanni a Collegeville, in Minnesota, l'abbazia di San Bernardo a Cullman, in Alabama, l'abbazia di San Benedetto ad Atchison, in Kansas, l'abbazia di Santa Maria a Morristown, in New Jersey, l'abbazia di San Beda a Peru, in Illinois, l'abbazia di San Procopio a Lisle, in Illinois, e l'abbazia di Maria Ausiliatrice a Belmont, in Carolina del Nord.

## Storia

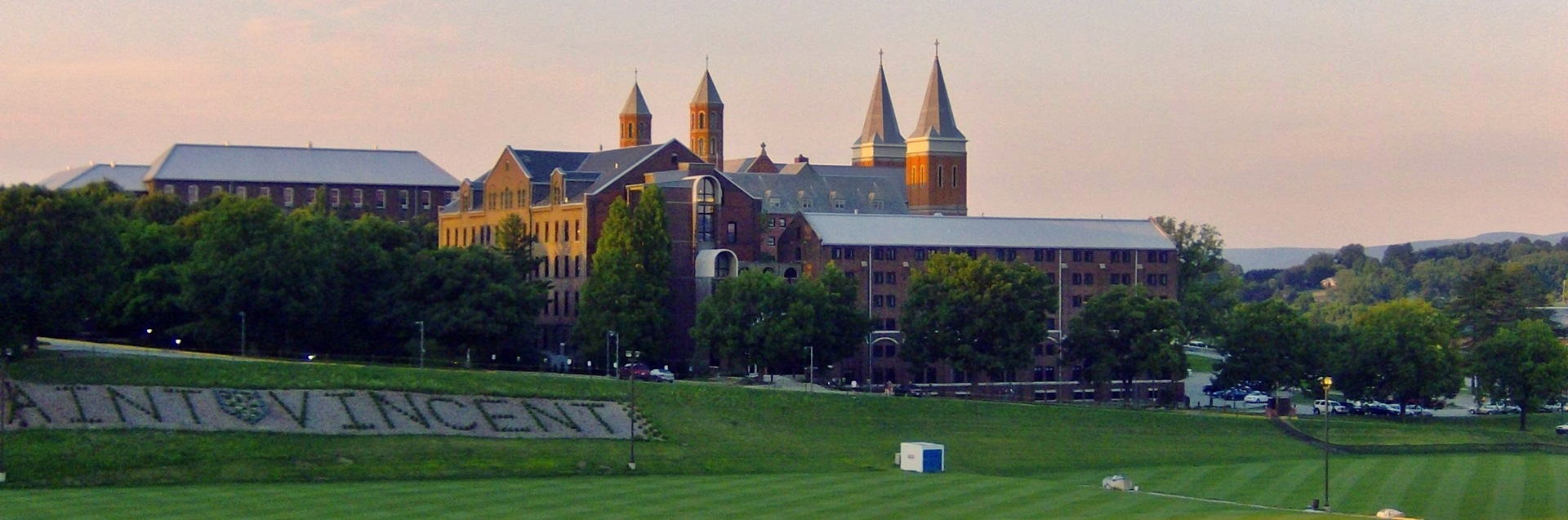
Panorama dell'arciabbazia.

## Cronotassi dei superiori
- Bonifacio Wimmer (1855 - 1887)
- Andrew Hintenach (1888 - 1892)
- Leander Schnerr (1892 - 1918)
- Aurelius Stehle (1918-1930)
- Alfred Koch (1930 - 1949)
- Denis Strittmatter (1949 - 1963)
- Rembert George Weakland (1963 - 1967)
- Egbert Donovan (1967 - 1979)
- Leopold Krul (1979 - 1983)
- Paul Maher (1983 - 1991)
- Douglas Robert Nowicki, dal 1991